# Pinus kwangshanensis
Pinus kwangshanensis là một loài thực vật hạt trần trong họ Pinaceae. Loài này được W.Y. Hsia mô tả khoa học đầu tiên năm 1936.